# متیو آموها
متیو آموها (هلندی: Matthew Amoah؛ زادهٔ ۲۴ اکتبر ۱۹۸۰) یک بازیکن فوتبال اهل غنا است.
وی همچنین در تیم ملی فوتبال غنا بازی کرده‌است.